# Heinz Plank
Heinz Plank  (* 13. Oktober 1945 in Bad Elster; † 4. Juli 2025) war ein deutscher Maler, Zeichner und Grafiker.

## Leben und Werk
Nach der Lehre als Gebrauchswerber studierte er 1967 bis 1972 an der Hochschule für Grafik und Buchkunst Leipzig bei Werner Tübke und Wolfgang Mattheuer und war anschließend ein Jahr Meisterschüler bei Werner Tübke. Danach lehrte er von 1973 bis 1974 an der Fachschule für angewandte Kunst Sonneberg (heute: Westsächsische Hochschule Zwickau, Fachbereich Angewandte Kunst Schneeberg) und ein Jahr bis 1975 als Oberassistent an der Hochschule für Bildende Kunst in Berlin-Weißensee. Seit 1976 arbeitete er freischaffend in Karl-Marx-Stadt / Chemnitz. Ab 1996 lebte und arbeitete er in Niederlichtenau bei Chemnitz. Reisen führten Plank nach Mittelasien, Belgien, in die Niederlande, Schottland, mehrfach in die Schweiz und nach Italien.
Plank arbeitete in altmeisterlich orientierten Maltechniken, vorwiegend mit farbigen Öl-Lasuren. Sein Werk war nachhaltig durch die alte Leipziger Schule geprägt, aber auch Künstler der Wiener Schule des Phantastischen Realismus, Francisco de Goya, Salvador Dalí oder Maler des italienischen Manierismus sowie des Symbolismus haben Plank bei seiner Arbeit inspiriert; ebenso beeinflussten Elemente des Futurismus und die Expressivität eines Matthias Grünewald oder El Greco sein Formklima. Charakterisieren oder näher beschreiben könnte man Planks Arbeiten mit kunstgeschichtlichen Begriffen wie magisch-realistisch, phantastisch-realistisch, metaphysisch oder surrealistisch. Er versuchte vertieftere Gesamtansichten eines Geschehens als verdichtete Resultate eines umfassenden Weltgefühls darzustellen, wobei Symbole der Gefährdung die Bildsprache begleiten.
Sein Anliegen war nicht das äußere Abbild, sondern die Widerspiegelung der „inneren Wahrheit“, diese jedoch mit Formen und Strukturen der Wirklichkeit – „des Realismus“.

## Werke (Auswahl)
| Bild | Titel                                  | Jahr   | Größe / Material                            | Ausstellung/Sammlung/Besitzer      |
| ---- | -------------------------------------- | ------ | ------------------------------------------- | ---------------------------------- |
|      | Verrat einer Tischrunde                | 1999   | 61 × 58 cm Öl auf Hartfaser                 | Privatbesitz                       |
|      | Ferne Ereignisse                       | 1/1991 | 60,5 × 43 cm Öl auf Hartfaser               | Sammlung Ursula Mattheuer-Neustädt |
|      | Via dolorosa                           | 1983   | 95 × 119 cm Öl auf Hartfaser                | Neue Sächsische Galerie Chemnitz   |
|      | wieder geboren                         | 1988   | 35,3 × 28,7 cm Radierung                    | Besitz des Künstlers               |
|      | Der grausame kleine Mann               | 4/1991 | 59,4 × 42 cm Blei- und Farbstift auf Papier | Besitz des Künstlers               |
|      | Maskerade des Lebens - ziellos vorüber | 9/2010 | 123,5 × 158,5 cm Öl auf Hartfaser           | Besitz des Künstlers               |

## Werkstandorte (Auswahl)
- Bad Frankenhausen, Panorama Museum
- Bautzen, Domschatzkammer St. Petri
- Berlin-Brandenburgische Akademie der Wissenschaften
- Chemnitz, Neue Sächsische Galerie
- Chemnitz, Städtische Kunstsammlungen
- Dresden, Staatliche Kunstsammlungen – Kunstfonds des Freistaates Sachsen und Kupferstichkabinett Dresden[5]
- Glauchau, Museum und Kunstsammlung Schloss Hinterglauchau
- Rochlitz, Berufsschulzentrum
- Rochlitz, Museum Schloss Rochlitz
- Stendal, Altmärkisches Museum
- Torgau, Kreismuseum
- Weimar, Klassikstiftung-Kunstsammlungen
- Wurzen, Katholische Kirche Herz-Jesu

- Lodz (Polen), Muzeum Sztuki
- Malbork (Polen), Muzeum Zamkowe
- Pescara (Italien), Casa d’Annunzio

- Privatsammlungen in Deutschland, Finnland, Italien, Japan, Kanada, Niederlande, Schweiz, Slowakei, Tschechien, Ungarn

## Ausstellungen (Auswahl)
Einzelausstellungen:
- 1972 Karl-Marx-Stadt, Galerie Oben
- 1974 Aue, Klub der Intelligenz
- 1977 Leipzig, Galerie am Sachsenplatz
- 1979 Karl-Marx-Stadt, Galerie Spektrum
- 1982 Glauchau, Museum und Kunstsammlung Schloss Hinterglauchau
- 1983 Leipzig, Sächsische Akademie der Wissenschaften; Apolda, Glockenmuseum; Erfurt, Galerie Erph
- 1984 Dresden, Galerie Kunst der Zeit; Cottbus, Galerie Carl Blechen
- 1985 Weimar, Galerie im Cranachhaus
- 1986 Görlitz, Galerie am Schönhof; Jena, Galerie im Stadthaus
- 1987 Dresden, Galerie Kühl; Gera, Galerie am Markt
- 1989 Rudolstadt, Galerie Heinrich Cotta
- 1990 Schwerin, Galerie am Dom
- 1991 Chemnitz, Galerie Schmidt-Rottluff; Bad Kissingen, Galerie VINDOBONA;  Leipzig, ENICHEM
- 1992 Landsberg/Lech, Galerie Raasch; Bad Kissingen, Kunstverein
- 1994 Meerane, Galerie Art-In
- 1998 Döbeln, Galerie im Rathaus
- 1999 Freital, Museum Schloss Burgk; Bretten, Kunstverein
- 2000 Zwickau, Galerie am Domhof; Erfurt, Bilderhaus Krämerbrücke
- 2002 Chemnitz, Neue Chemnitzer Kunsthütte (Katalog)[6]
- 2004 Wanderausstellung: Stendal, Gotha, Duisburg, Wasserburg
- 2005 Freital
- 2006 Erfurt, Bilderhaus Krämerbrücke
- 2007 Bad Frankenhausen, Panoramamuseum (Katalog)[7]
- 2008 Bad Kissingen
- 2010 Meiningen; Gera; Erfurt; Merseburg
- 2015 Freital, Museum Schloss Burgk
- 2018 Erfurt, Bilderhaus Krämerbrücke

Zahlreiche Ausstellungsbeteiligungen im In- und Ausland: Berlin, Bonn, Chemnitz, Dresden, Duisburg, Gera, Gotha, Erfurt, Frankfurt/Oder, Halle, Hamburg, Heidelberg, Karl-Marx-Stadt, Koblenz, Leipzig, Magdeburg, Mainz, Meiningen, München, Neubrandenburg, Stendal, Weimar, Amsterdam, Bagdad, Florenz, Havanna, Irkutsk, Leningrad, Mulhouse, Neu-Delhi, Paris, Prag, Rom, Taschkent, Tokio, Toronto, Wien.

## Netzseiten
- Netzseite des Malers und Grafikers – heinz-plank.de
- Heinz Plank auf artfacts.net (englische Seite)
- Panorama Museum Bad Frankenhausen (Ausstellung Lebenszeichen, Archivfassung 2020)